# إريك لوكاس
إريك لوكاس (بالإنجليزية: Éric Lucas)‏ مواليد 29 مايو 1971 في مونتريال، هو ملاكم كندي سابق صنّف ضمن فئة الوزن الثقيل.

## المسيرة الاحترافية
من نزالاته:
- خسر أمام ميكيل كيسلر بالضربة الفنية القاضية (14-01-2006).
- خسر أمام داني غرين بالضربة الفنية القاضية (20-12-2003).
- خسر أمام روي جونز جونيور (15-06-1996).

## إحصائيات
خاض خلال مسيرته 50 نزالا، فاز في 39 وتعادل في 3 وخسر في 8. فاز بالضربة القاضية في 15 نزالا.

## روابط خارجية
- إريك لوكاس على موقع بوكس ريك (الإنجليزية) (registration required)
- إريك لوكاس على موقع قاعة كيبيك للمشاهير الرياضية (الفرنسية)